# Lista postaci serii Naruto
Poniżej znajduje się lista postaci występujących w anime i mandze Naruto.
A
- Abumi Zaku
- Akamaru
- Anko Mitarashi
- Asuma Sarutobi

B
- Baki
- Boruto

C
- Chiyo
- Chōji Akimichi

D
- Dan
- Danzō
- Deidara

E
- Ebisu

F
- Fugaku Uchiha

G
- Gaara
- Gatō
- Guy Might

H
- Haku
- Hanzō
- Hashirama Senju
- Hayate Gekkō
- Hiashi Hyūga
- Hidan
- Hinata Hyūga
- Hiruzen Sarutobi
- Hizashi Hyūga

I
- Ibiki Morino
- Inari
- Ino Yamanaka
- Iruka Umino
- Itachi Uchiha

J
- Jiraiya
- Jirōbō
- Jūgo

K
- Kabuto Yakushi
- Kaiza
- Kakashi Hatake
- Kakuzu
- Kankurō
- Karin Uzumaki
- Kiba Inuzuka
- Kidōmaru
- Kimimaro Kaguya
- Kinuta Dosu
- Kisame Hoshigaki
- Konan
- Konohamaru Sarutobi
- Kurenai Yūhi
- Kushina Uzumaki
- Kyūbi

L
- Lee Rock

M
- Madara Uchiha
- Matsuri
- Minato Namikaze
- Misumi Tsurugi
- Mizuki

N
- Nagato Uzumaki
- Naruto Uzumaki
- Nawaki
- Neji Hyūga

O
- Obito Uchiha
- Orochimaru

P
- Pain

R
- Raiga Kurosuki
- Rin

S
- Sai
- Sakon i Ukon
- Sakura Haruno
- Sasori
- Sasuke Uchiha
- Shikamaru Nara
- Shino Aburame
- Shisui Uchiha
- Shizune
- Suigetsu Hōzuki

T
- Tayuya
- Tazuna
- Temari
- Tenten
- Tobirama Senju
- Tsuchi Kin
- Tsunade

U
- Utakata

Y
- Yahiko
- Yamato
- Yashamaru
- Yoroi Akadō
- Yūra

Z
- Zabuza Momochi
- Zetsu